# Maciej Mermer
Maciej Mermer (ur. 25 kwietnia 1978 w Sanoku) – polski hokeista. 
Jego brat Grzegorz (ur. 1971) także został hokeistą.

## Kariera

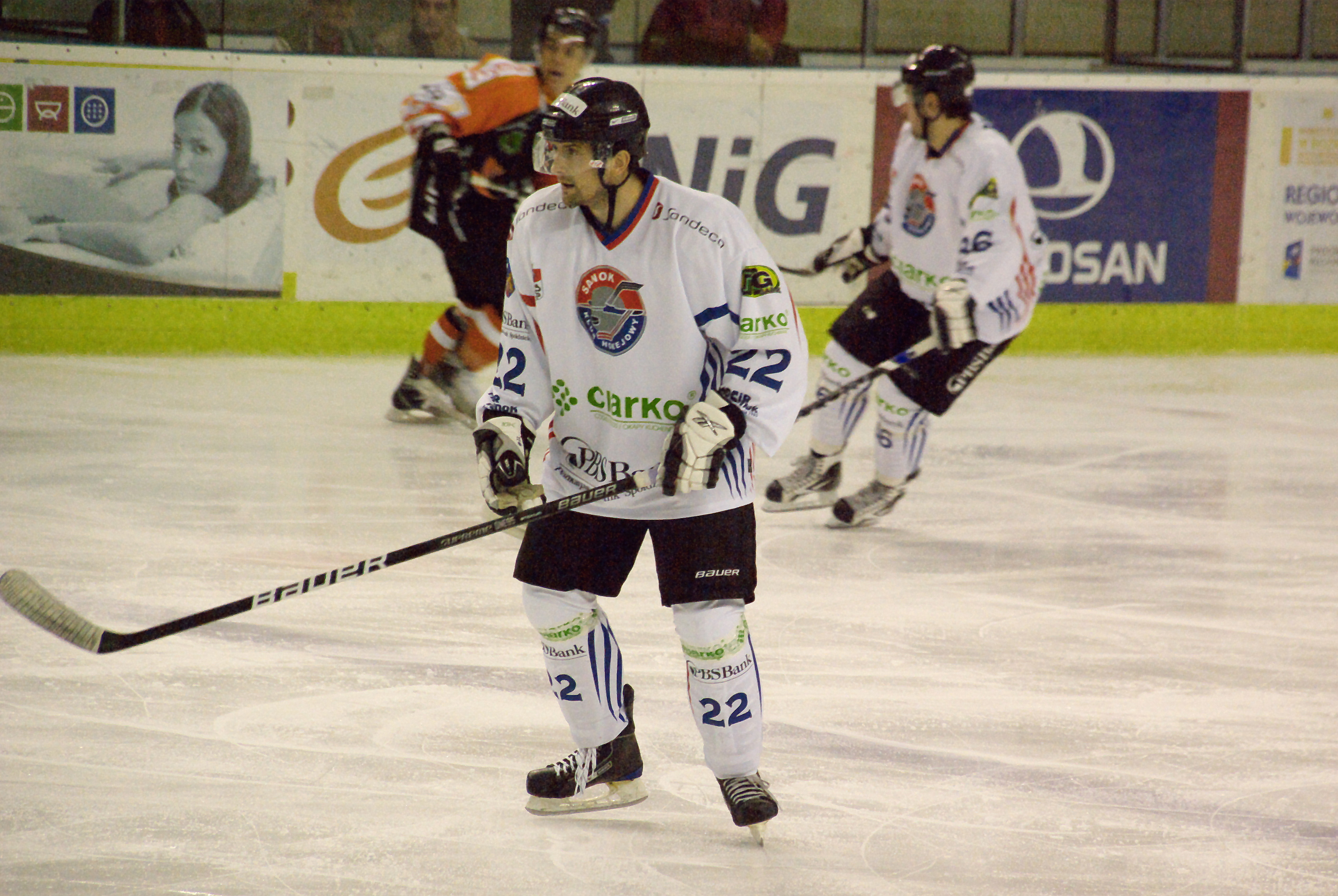
Maciej Mermer w barwach Ciarko KH Sanok w meczu z JKH GKS Jastrzębie (2010)

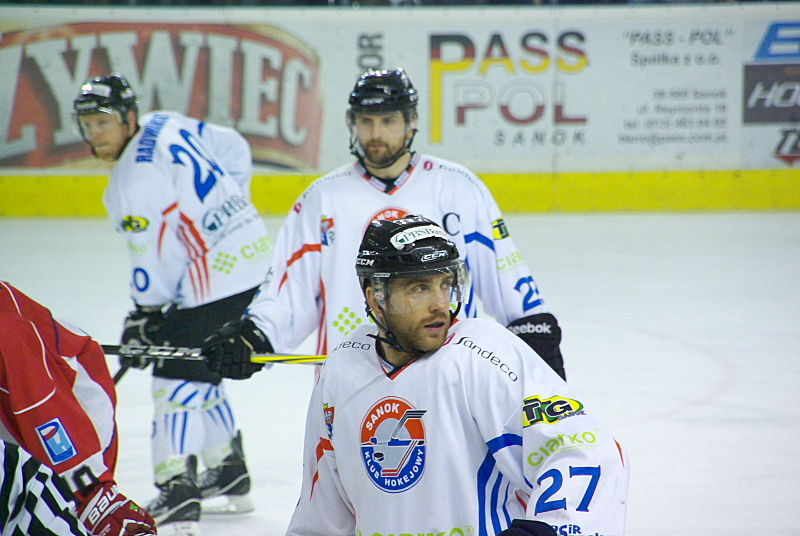
Atak KH Sanok, od lewej: Michał Radwański, Maciej Mermer i Wojciech Milan

- STS Sanok (1994–1995)
- Orlęta Sosnowiec (1995[1]-1997)
- STS Sanok, SKH Sanok, KH Sanok (1997-2002)
- KTH Krynica (2002–2003)
- KH Sanok (2003–2004)
- Ciarko PBS Bank KH Sanok (2004-2015)
- Ciarko KH 58 Sanok (2017-2018)

Treningi hokeja na lodzie podjął w trzeciej klasie szkoły podstawowej. Został wychowankiem Stali Sanok. Później występował w barwach STS Sanok, w barwach którego zadebiutował w wieku 16 lat. Absolwent NLO SMS PZHL Sosnowiec z 1997. W 2002 był w komitecie założycielskim stowarzyszenia Klub Hokejowy Sanok. W sezonie 2002/2003 był zawodnikiem KTH Krynica. W 2003 był krótkotrwale zawodnikiem Orlika Opole (wraz z nim inni sanoczanie Marcin Niemiec, Maciej Radwański). W sezonie PLH 2004/2005 w barwach KH Sanok zdobył decydującego gola w piątym meczu rywalizacji o utrzymanie z GKS Katowice. Trafienie uzyskał w dogrywce piątego spotkania, dzięki czemu drużyna z Sanoka utrzymała się w ekstralidze. W sezonie PLH 2006/2007 w kolejnych bojach o utrzymanie w ekstralidze, tym razem z KTH Krynica, w pierwszym meczu w Krynicy podczas zarządzonych rzutów karnych celem wyłonienia zwycięzcy spotkania, Mermer zdobył gola w dziewiątej serii karnych i tym samym dał wygraną sanoczanom. Całą rywalizację wygrała ponownie drużyna sanocka (w meczach 4:1). W sezonie ligowym 2010/11 został kapitanem tej drużyny (od 29 grudnia 2010). W tym samym dniu wywalczył wraz z klubem Puchar Polski. Rok później, pozostając kapitanem zespołu, powtórzył ten sukces.
Od kwietnia 2011 związany z klubem umową do końca sezonu 2011/12. W kwietniu 2012 przedłużył o rok kontrakt z sanockim klubem. 11 marca 2014, przed meczem w trakcie sezonu Polskiej Hokej Ligi (2014/2015), został wyróżniony za rozegranie ponad 700 spotkań w barwach sanockiego klubu. W połowie 2015 ogłosił zakończenie kariery zawodniczej. W lipcu 2017 podpisał kontrakt na występy w reaktywowanym sanockim zespole, zgłoszonym do sezonu 2. ligi słowackiej 2017/2018.
W barwach reprezentacji Polski do lat 18 wystąpił na turnieju mistrzostw Europy juniorów Grupy B w 1996. W barwach reprezentacji Polski do lat 20 uczestniczył w turnieju mistrzostw świata juniorów Grupy B w 1998. Kilkukrotnie wystąpił w barwach seniorskiej reprezentacji Polski. W kadrze narodowej wystąpił także w turnieju hokejowym podczas Zimowej Uniwersjady 2001 (zdobył gola w meczu z Kanadą).

## Sukcesy
Klubowe
- Awans do ekstraligi: 2003 z Orlikiem Opole, 2004 z KH Sanok
- Puchar Polski: 2010, 2011 z Ciarko PBS Bank KH Sanok
- Złoty medal mistrzostw Polski: 2012, 2014 z Ciarko PBS Bank KH Sanok
- Finał Pucharu Polski: 2012, 2013 z Ciarko PBS Bank KH Sanok

Indywidualne
- Najskuteczniejszy zawodnik drużyny w sezonie 2007/2008 (w punktacji kanadyjskiej 42 pkt za 18 goli i 24 asysty)
- Drugi najskuteczniejszy zawodnik KH Sanok w sezonie 2008/2009 (w punktacji kanadyjskiej 34 pkt za 6 goli i 28 asyst)
- 2. liga słowacka w hokeju na lodzie (2017/2018): skład gwiazd miesiąca – grudzień 2017[14]

## Inna działalność
Bezskutecznie ubiegał się o mandat radnego Rady Miasta Sanoka w wyborach samorządowych 2010 startując z listy KWW Samorządu Ziemi Sanockiej.